# 華樂庭
華樂庭（英語：John Charles Creasey Walden，1925年4月17日—2013年12月20日），英國殖民地官員，1976年起在香港政府擔任民政署署長，任內自1977年起兼任立法局官守議員。1980年退出港府後，他一反傳統退休高官的慣例，以公共政策學者身份留港針砭港府施政，並多番批評英政府和港府在香港前途問題上的表現。
華樂庭畢業於牛津大學墨頓學院，1951年加入港府，早年曾任大埔理民官，出任民政署長前歷任新界民政署副署長、市政事務署助理署長、徙置事務處處長和房屋署副署長等職，1972年至1973年又兼任市政局官守議員。在民政署長任內，他主要負責為港府收集和分析民意，並提出建議，後來協助過時任港督麥理浩爵士草擬地方行政改革。不過，他退休後批評任內嘗試強化民政主任計劃，但受到港府內部阻力而未能成事，而外界也有傳聞指他與港府意見不合，結果沒有選擇延遲退休。1984年底，他在報章撰文披露在民政署長任內見證港府抹黑民間論政團體香港觀察社，引起輿論熱議；可是華樂庭與港府各執一詞，事件最後不了了之。
華樂庭退休後適值中英就香港前途展開談判，期間他多番抨擊中英談判排除港人參與，未能真正反映港人利益，並擔心香港主權一旦移交中國，將對自由和司法獨立等社會基石造成衝擊，因此他提倡由民間成立大聯盟，向中英雙方以至是國際社會表達港人的意見，另外還要求政府開放資訊以受市民監察。隨著英方後來在談判上節節退讓，他還猛烈譴責英政府和港府扭曲港人民意，又對「一國兩制」和「港人治港」等方針能否落實表示質疑。1989年六四事件發生後，他曾經呼籲英方停止對中方妥協，重新讓港人在前途問題上取得決定權，否則就不應與中方恢復有關落實《中英聯合聲明》的談判。
雖然對香港前途感到悲觀，但華樂庭始終決定留港生活，一直到主權移交後多年的2010年才返英定居，至2013年逝世。華樂庭的夫人擅以水彩繪畫植物插畫，1977年曾與植物學家胡秀英博士合作出版《華南暨香港四季花畫譜》一書。

## 生平

### 早年生涯
華樂庭1925年4月17日生於英國倫敦，父母分別名約翰·W·沃爾登（John W. Walden）和格特魯德·克里西（Gertrude Creasey），他另有一名胞姊，名叫艾琳·沃爾登（Eileen Walden）。華樂庭少時受教於倫敦的伊爾福德郡立高校，1943年升讀牛津大學墨頓學院。不過，當時正值第二次世界大戰，於是他於1944年加入皇家志願後備空軍服役，直到1945年大戰結束後，才以空軍軍士軍階退役，並恢復在牛津大學的學業，到1950年獲文學碩士學位（M.A.）畢業。

### 港府生涯
從牛津大學畢業後，華樂庭旋獲英政府殖民地部聘用，於1951年7月加入香港政府試任官學生。他最初被派往香港大學修讀粤语一年，1952年起正式出任助理華民政務司，1954年改任輔政司署助理秘書，同年通過試用期，職級為二級官學生。1956年，華樂庭獲外派到新界北部擔任大埔理民官，主管大埔、沙田、上水、粉嶺和西貢等地的鄉政和民生事務，並於同年9月1日奉委官守太平紳士。在理民官任內，他負責1956年上水石湖墟大火後的災民重置和災區重建，1957年又主理當年新界嚴重雨災的善後工作，以及在1959年協助時任新界民政署長何禮文平息新界鄉議局內部糾紛，與各地鄉紳斡旋，促成港府於同年12月制定《鄉議局條例》，正式賦予鄉議局法定諮詢機構的地位。
華樂庭在1959年卸任大埔理民官一職，同年因職系改組成為政務官。此後他先後在多個不同崗位任職，當中包括在1960年出任副華民政務司，翌年調任工商業管理處助理處長，以及到1962年出任輔政司署人事處助理主任。熟悉新界地區事務的他還在1965年出任新界民政署副署長，期間先後經歷區歲樂、黎保德和景韓三任署長，任內他的主要工作包括協助統籌新界政務，聯繫各地鄉紳，並特別於1966年支援大埔各界社團主辦的大埔清潔運動。1968年，華樂庭改任市政事務署助理署長，主管房屋事務，期間曾於1971年和1972年多次署任徙置事務處處長兼立法局官守議員、市政局官守議員和屋宇建設委員會其中一名副主席。
早年在新界負責居民重置工作的華樂庭，於1972年11月接替黎保德出任徙置事務處處長，並再一次兼任市政局官守議員和屋建會副主席。當時的香港總督麥理浩爵士銳意推行規模龐大的「十年建屋計劃」，同時積極準備重組港府的房屋部門以配合計劃的落實，因此他選以黎保德出任新設的房屋司一職；而華樂庭擔任徙置事務處處長的安排，僅屬過渡性質。1973年4月，港府設立房屋委員會以取代過往的屋建會，同年10月，徙置事務處與市政事務署屋宇建設處合併成為房屋署，隸屬於黎保德管轄的房屋科，而房屋署署長一職由廖本懷擔任，至於華樂庭則過渡到房屋署擔任副署長（行動及行政）。
1976年1月，華樂庭接替何鴻鑾升任民政署署長，同時兼任房委會委員，其職級隨後於1977年2月獲擢升為首長級甲級政務官，期間曾署任民政司；自1977年9月起，他還進一步奉委兼任立法局官守議員一職。在民政署長任內，他主要負責透過該署的民政主任計劃和其他渠道收集民意，經過評估後向港府提出建議；另外又不時會見東華三院和保良局等慈善團體的代表，以及到訪這些慈善團體營運的社福設施，以加強雙方的交流。華樂庭在任後期參與草擬由麥理浩推動的地方行政改革，並在港府於1980年6月發表《香港地方行政的模式綠皮書》後負責展開公眾諮詢，收集公眾對港府計劃改革地方行政管理的看法。然而，華樂庭未及港府於1981年1月發表《地方行政白皮書》，以及在同年4月根據白皮書的建議設立18區區議會，便先於1980年9月退休離開港府。在1980年8月6日舉行的立法局會議上，代理主席布政司姬達爵士與局內非官守議員代表羅保分別對華樂庭過去三年來在該局的工作致以謝意。

### 退出港府
華樂庭從香港政府退休時雖然已年滿55歲，但傳聞指出他因為與港府內部意見不合，有感意興闌珊而沒有提出延遲退休。相反，有別於大部份外籍高官，他退休後僅在英國逗留一段短時間，便返回香港獲聘為香港大學聖約翰學院院長，加上他離開政府後再沒有官方身份，可以自由發聲，更容易讓外界知道自己的看法，所以他經常以公共政策學者身份公開針砭時政，又接受傳媒訪問和在各大報章刊物撰文，一反傳統退休高官保持低調緘默的慣例。
就在他退休後不久，華樂庭便於1981年透露自己在民政署長任內曾設法強化民政主任計劃，希望民政主任不單止可以揭露政府的缺點，而且還應該負起監督政府把缺點糾正過來的職責；可是他的方針和看法一方面得到港府高層認同，另一方面卻遇到港府內部官僚和部份兩局非官守議員的鉅大阻力。其中，華樂庭曾建議把民政署由原來的政府部門改組成為一個獨立於政府的法定機構，而且擁有法定權力監督政府部門的表現，惟建議未獲採納。他後來又表示，麥理浩爵士任內雖然是一位成功和受市民愛戴的港督，但他不信任港府公務員，且認為他們的辦事能力有限，很多時不會聽從他們提出的意見，所以不受部份公務員歡迎。

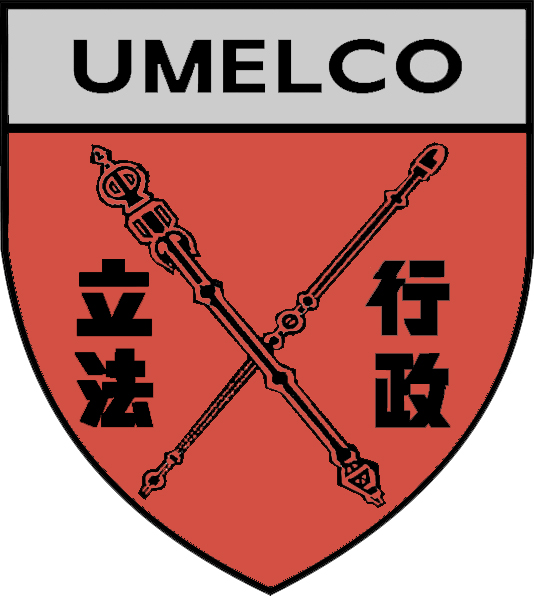
行政立法兩局非官守議員辦事處（圖）曾於1985年跟進華樂庭指港府涉嫌抹黑香港觀察社的指控，但最後認為投訴不成立

1984年12月，華樂庭在《南華早報》撰文，公開批評港府在七十年代曾經暗地裡打壓在1975年成立的論政團體香港觀察社，有關文章旋即引起輿論熱議，使港府處於尷尬局面。他在文章中披露，事件緣於香港觀察社在1977年多次投函《南華早報》批評港府施政，結果惹來布政司署注意，並要求皇家香港警察政治部對觀察社展開評估。政治部隨後的機密評估認為，觀察社的目的是要破壞港府威信、驅逐香港所有外籍公務員、以及爭取香港獨立，是一個危險和具顛覆性的政治組織。警隊同時向各部門首長發出內部通告，呼籲各部門要與觀察社保持距離；此外，港府更一度嘗試製造輿論，從背後「詆毀」觀察社其中一名主要成員與蘇聯關係密切，藉以分化該社。雖然外界早於1980年和1982年傳出港府內部在七十年代曾經設立一個「監視壓力團體小組」，負責暗中監察以香港觀察社為首的新興壓力團體，但華樂庭對港府提出的指控，卻是首次為外界得悉。
事件發生後，行政立法兩局非官守議員辦事處當值議員在1985年1月7日應香港觀察社要求接見該社數名代表，就華樂庭的指控提供資料，以便展開調查。不過，三個多月後，兩局在4月29日的答覆卻指出，事件交由時任政務司廖本懷跟進後，有關方面證實港府未有利用誹謗方法對待香港觀察社和其他相關組織，並保證港府在監察社團活動方面沒有任何不妥行為，兩局同時表示，如果有新的證據提出，將願意繼續展開調查。對於兩局的答覆，觀察社認為對方答非所問，而且與港府同氣連聲，沒有真正調查；華樂庭也認為政府隱瞞真相，答覆不盡不實。有見及此，香港觀察社與華樂庭分別繼續與兩局展開多番交涉；其中，華樂庭於5月2日致函兩局，要求兩局約見時任市政總署署長徐淦和屯門政務專員馮載祥兩人，理由是徐淦在1977年的時候正擔任民政署副署長，而馮載祥則在觀察社所在地的中西區擔任民政主任，兩人都是華樂庭在民政署長任內的下屬，應該得悉內情。華樂庭還要求兩局向港府索取有關觀察社和有關人士的內部檔案、以及一份他在民政署長任內反對港府以「詆毀」手段針對觀察社的機密文件，作為指證港府行為失當的有力證據。
然而，兩局的調查始終沒有進展，特別是兩局於5月3日約見徐淦與馮載祥時，兩人都堅稱對港府涉嫌誹謗香港觀察社的事件一無所知，而兩局也未能由港府取得華樂庭所提及的文件。5月10日，兩局再就事件展開閉門會議，會後由行政局首席非官守議員鍾士元爵士連同立法局非官守議員周梁淑怡、李鵬飛和范徐麗泰等人召開記者會。鍾士元在記者會上指出，政府評估和監察本地社團活動是正常不過的應有職責，經過多番調查後，也沒有人證物證顯示港府八年前曾向外散佈謠言和從事誹謗香港觀察社的活動，因此結論投訴不成立，也決定不會繼續追查事件。未幾，華樂庭在5月15日就兩局的決定發表聲明加以反駁，指調查結果顯示兩局刻意避免揭露港府濫權的真相，並揚言會把一些重要證據提交個別英國國會議員等了解香港事務的權威人士，他強調公開事件的目的，是希望港府不再重蹈覆轍。他在聲明中還批評警方當年把觀察社定性為危險和具顛覆性的政治組織，是一項錯誤的評估。兩局與華樂庭各執一詞，使事件始終未能完滿解決，儘管事件後來不了了之，但事件真相仍然充滿未解的疑團。

### 香港前途
華樂庭退休後在港的日子，正值香港前途問題日益浮面，到1982年9月，英國首相戴卓爾夫人訪華拜會中共領導人鄧小平等人，正式提出前途問題，促使中英雙方於同年10月開展漫長的香港前途談判。當時華樂庭也對香港前途發表不少意見，但論調並不樂觀。他除了批評中英談判排除港人參與，未能真正反映港人意願外；又擔心以中國國情而言，一旦香港主權移交中國，將等同由一個「19世紀的政府管治20世紀的人民」，對於中方能否落實由他們提出的「一國兩制」和「高度自治」等方針、以及能否維持自由和司法獨立等重要社會基石，亦予以相當的質疑。
華樂庭認為，面對前途問題，即使英政府願意履行戴卓爾夫人提出對香港人所負起的「道義責任」，也不會願意因為影響與中國的良好關係而錯失中國「改革開放」以來出現的商機。因此，他多番撰文和在公開場合呼籲港人面對「九七問題」不應寄望英國的行動，而是要必須爭取主動、取得發言權，方可保障自己的利益。他力倡民間組織大聯盟收集港人民意，以向中英雙方和國際社會清楚表達港人意願。同時，他認為香港須要加速民主化進程，迫使港府加強透明度、加強市民監察港府的權力、強化公眾諮詢制度、設法保障新聞自由和加速公務員本地化，才能夠確保港人利益在1997年以後不會遭到嚴重的損害。不過，華樂庭的意見在當時未能引起大眾很大的回響，社會上也未能組織一個有效的大聯盟表達民意。
步入1983年底，英方在主權談判上節節退讓，英方內部決定放棄在1997年後繼續管治香港，這時的華樂庭呼籲港人勿再對英政府寄予厚望，並相信1997年以後港人再難依賴英國提供協助，港人唯一可做的事是確保中方恪守「五十年不變」的承諾。1984年3月，他進一步提出中英兩國有關香港前途的協議，必先經過香港市民公投通過，才能落實；另外他又再次多番抨擊港府推行民主化不力，擔心主權如果移交中方，港府將被中共操縱。就此，雖然港府沒有就中英協議展開公投，但卻於1984年7月成立一個民意審核專員辦事處，評估香港市民對中英兩國協議的反應。同年9月，中英兩國草簽《中英聯合聲明》後，民審處火速展開徵集民意的工作，並在短短三個月內收到3,557份意見書。到11月29日，民審處正式發表《民審處報告書》，指稱大部份香港市民大致上接受中英協議，但對於民審處是否能夠真正確實反映香港市民的民意，外界抱有不同的看法。當中，民審處展開民意收集的過程期間，立法局非官守議員王霖就質疑民審處並無實際作用，也不能真正反映民意，徒然浪費金錢。
針對港府民審處的工作，華樂庭也予以猛烈批評。在1984年11月刊登於《亞洲華爾街日報》的一篇文章中，他把自己昔日以太平紳士身份多次探訪監獄的經歷作比喻，指出每次巡視監倉的時候，獄警都會在他面前以酸冷的語氣喝問囚犯有沒有任何投訴，但總是沒有人回答。這種情況就像民審處一方面呼籲市民發表意見，但同時規定所有意見必須具名，結果大大減低市民提交意見的意欲。他在文章中進一步抨擊港府藉民審處刻意壓抑民意，視500萬港人為囚犯，禁止他們有所行動，卻又以太平紳士探訪監獄的方式粉飾太平；而民審處在整段調查期間僅收集3,000多份意見書，同時又斷定沉默的大多數對中英協議並不反感，是扭曲民意的做法。他還以幽默的方式譴責所有參與設立民審處的官員都應獲頒「OBO勳銜」，意即「英國鴕鳥勳章」（"Order of the British Ostrich"），作為他們施行「鴕鳥政策」而應得的「榮譽」。
隨著中英談判步入尾聲，香港主權在1997年移交中國的安排已成定局，華樂庭的言論也更為悲觀。港府於1984年7月發表《代議政制綠皮書》後，他對綠皮書提出的前景並不樂觀，相信香港日後難以做到真正的「港人治港」，認為香港政局很大機會受到中方幕後操控，批評是「假自治」；而中方也只會在與自身利益沒有衝突的情況下才不會干預香港事務，屆時即使英政府發聲，影響力也會相當有限，寄語港人自求多福。1984年12月19日，戴卓爾夫人和中國總理趙紫陽在北京人民大會堂正式簽署《中英聯合聲明》，但一如華樂庭所料，《聯合聲明》當時並未能向港人提供充足信心，從民意調查顯示，只有16%受訪者對《聯合聲明》感到放心，76%受訪者持保留態度，另有三成受訪者認為《聯合聲明》提出的「一國兩制」行不通，反映港人對中英協議抱有懷疑。
《中英聯合聲明》簽署後，香港步入主權移交前的一段「過渡期」，期間華樂庭繼續發表不少有關香港前途的評論。其中，雖然他支持香港繼續推動民主化，但他認為立法局直選並非民主化的重點，理由是中方日後應該不會任由立法局主導政府，因此立法機關日後在政府的重要性存疑；相反，他深信在行政主導的模式下，日後港府高官將會掌握真正的實權，所以港府有必要儘快引入一套公開政府資料的制度、設立獨立組織監督政府運作、長遠更應該有機制使官員對市民負責，這樣才可以減低中方的干預，並讓公眾判斷政府的施政是否以市民利益為依歸。
1989年六四事件發生後，華樂庭嚴辭譴責中方在北京天安門廣場動用武裝清場的行動有違《中華人民共和國憲法》，質疑中方日後也能輕易在1997年後撕毀《聯合聲明》和日後的《基本法》。他還指出，六四事件觸發港人對《中英聯合聲明》盡失信心，但他認為港人失去信心的主因不在於六四事件本身，而是1985年中英聯合聯絡小組和其他中英談判開展以來，英方處處向中方退讓；特別是在1985年11月的時候，英方接納中方的要求減慢政改步伐，才導致了港人開始擔心載於《中英聯合聲明》的承諾並不能如當初想像中落實。他指出由1985年開始出現的香港移民潮，就是港人對前途漸失信心的其中一項證明。
對於六四事件後英政府緊急向國會提出「居英權計劃」，華樂庭認為此舉僅是聊勝於無；相反，他強調英方應該停止對中方妥協，採取主動，首先確保任何行動都要以港人根本利益為依歸，並把決策權下放普通香港市民，而非少數英方官僚，否則就不應重開任何與落實《聯合聲明》有關的中英談判。他進一步提出在政黨政治未成氣候之前，英方應盡早撤換被指處處向中方退讓的港督衛奕信爵士，並改派一名能夠如實反映港人意願的強勢港督，才可以在中英交涉中保障港人利益。事後的發展顯示，中英雙方未有因為六四事件而中斷有關落實《聯合聲明》的談判，聯合聯絡小組也很快在1989年9月重開；至於港督衛奕信就於1992年卸任，改由彭定康接替。

### 晚年生涯
儘管面對香港前途不明朗，但華樂庭始終選擇留在香港，並在1991年起成為香港大學亞洲研究中心研究員，後來又改任榮譽研究員，研究興趣範疇主要是1981年至2001年間香港由英國殖民地過渡成為特別行政區的轉變。一直到2010年，華樂庭為了照顧患病的妻子才告別生活近60年的香港，返回英國定居。2013年12月20日，華樂庭在英國多實郡斯特敏斯特紐頓（Sturminster Newton）一所療養院逝世，終年88歲，到臨終前他仍十分關注香港的發展。他生前的主要著作包括在1983年出版的Excellency, Your Gap is Showing和1987年出版的Excellency, Your Gap is Growing兩書，後者有中文版，名為《大人，露出鴨腳了！》，內容評析港府施政與香港前途問題。

## 個人生活
華樂庭1951年在英國牛津郡娶貝麗爾·瑪麗·華倫（Beryl Mary Warren，1921年－2011年）為妻，兩人育有兩子兩女。華樂庭夫人擅繪水彩，早年受教於伯明翰藝術學院，並曾於意大利佛羅倫斯深造，返國後先後任教於母校和牛津的海丁頓學校，其後又跟隨丈夫遷居香港，先後任教於庇理羅士女子中學和羅富國師範學院。1977年，華樂庭夫人還與植物學家胡秀英博士合作出版《華南暨香港四季花畫譜》（Wild Flowers of South China and Hong Kong）一書，全書收錄84幅由她繪製的植物插畫，並由時任港督夫人麥理浩爵士夫人作序。
華樂庭本人熱愛攝影，早年即為香港攝影學會會員，曾參展一些國際沙龍展覽，1970年更當選為香港攝影學會榮譽會員。他生前也是英皇御准香港賽馬會（後改稱香港賽馬會）遴選會員，後來又成為名譽遴選會員。華樂庭喜愛運動，在牛津大學期間曾參與1944年2月舉行的牛劍聯校長跑比賽，且取得個人最佳成績。

## 部份著作
- 《民意在香港受重視嗎？－民政署長華樂庭於香港中文大學聯合書院政治與行政學會致詞全文》，1979年9月21日。
  - （英文版：Does Public Opinion Count in Hong Kong?. Hong Kong: Government Printer, 1980.）
- Excellency, Your Gap is Showing! Hong Kong: Corporate Communications, 1983.
- 《大人，露出鴨腳了！》。香港：明愛印刷訓練中心，1987年。
  - （英文版：Excellency, Your Gap is Growing! Hong Kong: All Noble Co., 1987.）

## 榮譽
- 官守太平紳士（J.P.） （1956年9月1日[8]）

## 注腳
1. 1 2 3  Who's Who in Hong Kong (1979), p. 274.
2. ↑  "Births Jun 1925: Walden, John C. C." (Retrieved 2014-03-16)
3. 1 2 3 4  "The Colonial Office List" (1966), p. 439.
4. 1 2 3  "John Charles Creasey WALDEN" (Retrieved 2014-03-16)
5. 1 2 3 4 5 6 7 8  Cheung (16 February 2014)
6. 1 2 3  Luzzatto (1960), p. 263.
7. 1 2 3  〈華樂庭出任民政署長，何鴻鑾將赴英國進修〉（1975年12月22日）
8. 1 2  Civil and Miscellaneous Lists, Hong Kong Government (1973), p. 87.
9. ↑  〈不願遷虹橋平民屋者，當局另撥地自行建屋〉（1956年8月16日）
10. ↑  〈華樂庭將再訪沙田，商討雨災善後救濟〉（1957年7月2日）
11. ↑  〈大埔理民官華樂庭召集鄉事會主席，研究鄉議局問題〉（1959年12月16日）
12. ↑  〈大埔清潔運動隆重開幕〉（1966年10月25日）
13. 1 2  〈房屋署首腦：廖本懷奉委為署長，華樂庭與賈璐副之〉（1973年10月27日）
14. 1 2  "HONG KONG HOUSING AUTHORITY LIST OF MEMBERS OF 1972-1973" (Retrieved 2014-03-16)
15. 1 2 3  〈黎保德將任屋宇事務司，負責推行十年建屋〉（1972年10月26日）
16. ↑  〈徙置事務處長華樂庭強調促進十年房屋計劃，須羅致大量專業人才〉（1972年12月13日）
17. 1 2  〈民政署長九月更換，華樂庭榮休班禮士接任〉（1980年3月26日）
18. ↑  "HONG KONG HOUSING AUTHORITY LIST OF MEMBERS OF 1977-1978" (Retrieved 2014-03-16)
19. ↑  〈黃麗松、楊少初、華樂庭三人任立法局議員〉（1977年8月26日）
20. 1 2 3 4  〈民政署要為民請命，必須脫離政府獨立〉（1981年7月18日）
21. ↑  〈民政署長華樂庭籲請港府體恤民意消除隔膜，助民政署推行工作〉（1979年11月27日）
22. ↑  〈退休在即華樂庭談工作感受：將民意反映政府民政署職責艱鉅〉（1980年9月7日）
23. ↑  〈三院總理拜會民政司〉（1976年4月30日）
24. ↑  〈民政署長華樂庭今日視察東華東院〉（1978年3月9日）
25. ↑  《春秋》第1至2卷（1982年），頁36。
26. ↑  〈區議會非官守議員意見，政府將不會採取漠視態度〉（1980年6月27日）
27. ↑  〈有關地方行政模式，市民亟應多提意見〉（1980年8月1日）
28. ↑  〈華樂庭下月將榮休，民政署同人惜別宴〉（1980年8月24日）
29. ↑  OFFICIAL REPORT OF PROCEEDINGS (6 August 1980), pp. 1105-1106.
30. 1 2  Sinclair (1984), p. 381.
31. ↑  〈麥理浩受人民愛戴，但不受公務員歡迎〉（1983年6月28日）
32. 1 2 3 4 5 6 7  〈香港觀察社致兩局議員公開信〉（1985年4月29日）
33. 1 2 3 4 5 6 7  〈政府曾關注香港觀察社，兩局議員認為並無不當〉（1985年5月11日）
34. ↑  王岸然（2009年1月29日）
35. 1 2 3  〈觀察社致兩局議員公開信〉（1985年4月30日）
36. 1 2 3 4 5 6 7  〈觀察社遭政府「詆譭」，華樂庭願作證〉（1985年5月16日）
37. 1 2  〈誹謗香港觀察社，徐淦馮載祥說一無所知〉（1985年5月9日）
38. ↑  〈就觀察社投訴事，華樂庭發公開信〉（1985年5月17日）
39. ↑  Tsang (2009), p. 212.
40. 1 2 3 4  〈前民政署長華樂庭建議組織民間聯盟，談論前途反映民意〉（1982年12月20日）
41. 1 2 3  〈香港前途談判議題應該顧及個人自由〉（1983年8月30日）
42. 1 2  〈港人面臨一九九七，應努力爭取發言權〉（1983年6月21日）
43. ↑  〈司法獨立精神保障人權，絕對不容干預〉（1984年1月6日）
44. ↑  〈準備將來港人治港，政制須更加民主化〉（1983年12月2日）
45. ↑  〈泰晤士報「內幕報導」華樂庭謂毫無新意，九七後難寄望英國〉（1984年1月24日）
46. ↑  〈中英會談最後協議，須經香港全民投票〉（1984年3月24日）
47. ↑  〈區議會未受重視，議員亦缺乏表現〉（1984年4月15日）
48. ↑  〈港府昨委出麥法誠任民意評估處首長〉（1984年7月21日）
49. ↑  〈監察成員李福善談小組未來工作〉（1984年8月22日）
50. ↑  〈民意審核製成報告，明日港英同時公佈〉（1984年11月28日）
51. 1 2  〈霧裡看花〉（1996年7月21日）
52. ↑  〈黎義廉及李福善立法局席上旁聽〉（1984年10月16日）
53. 1 2 3 4 5 6  〈華樂庭幽默沉痛的比喻〉（1984年11月14日）
54. 1 2  〈社論：華樂庭的幽默〉（1984年11月14日）
55. ↑  〈「頒贈鴕鳥勳章頌詞」並序〉（1984年11月14日）
56. 1 2 3  〈華樂庭評綠皮書前景不理想〉（1984年8月3日）
57. 1 2  〈九七後香港政府受操縱屬假自治〉（1984年12月3日）
58. ↑  Tsang (2009), pp. 225-226.
59. 1 2 3  〈爭取開放資料〉（1987年9月17日）
60. 1 2  Walden (1990), p. 48.
61. 1 2  Walden (1990), pp. 46-47
62. ↑  House of Commons Hansard Debates for 19 Apr 1990 (19 April 1990)
63. 1 2  Walden (1990), pp. 55-56.
64. ↑  梁可欣（2010年），頁129。
65. ↑  Tsang (2009), p. 254.
66. ↑  Centre of Asian Studies, University of Hong Kong - Report: 1990-1992 (1993), p. 5.
67. ↑  Centre of Asian Studies 2007-2008 (2009), p. 63.
68. ↑  "Walden, John C C" (Retrieved 2014-03-16)
69. ↑  "Marriages Jun 1951: WALDEN, John C. C. & WARREN, Abingdon" (Retrieved 2014-03-16)
70. 1 2 3  〈四季野花二百多種，華樂庭夫人與胡秀英博士合著畫譜〉（1976年9月6日）
71. ↑  〈民政署長華樂庭之夫人手繪，「香港四季花畫譜」出版〉（1977年2月22日）
72. ↑  〈華樂庭夫人替安老院老人繪像〉（1958年1月18日）
73. ↑  "Honarary Members (Hon. PSHK)" (Retrieved 2014-03-16)
74. ↑  "LIST OF HONORARY VOTING MEMBERS (N) AS AT 3 MAY 2012" (3 May 2012)
75. ↑  "Varsity Record" (Retrieved 2014-03-16)

### 英文資料
- Luzzatto, Rola, Hong Kong Who's Who. Hong Kong: Rola Luzzatto, 1960.
- "The Colonial Office List". Great Britain: H.M.S.O., 1962.
- Civil and Miscellaneous Lists, Hong Kong Government. Hong Kong: Government Printer, 1973.
- Who's Who in Hong Kong. Hong Kong: South China Morning Post, 1979.
- OFFICIAL REPORT OF PROCEEDINGS （页面存档备份，存于）. Hong Kong: Hong Kong Legislative Council, 6 August 1980.
- Sinclair, Kevin, Who's who in Hongkong. Hong Kong: Database Pub., 1984. ISBN 978-9-62090-024-2
- Walden, John, "The Implementation of the Sino-British Joint Declaration （页面存档备份，存于）", The Other Hong Kong Report 1989. Chinese University Press, second printing 1990, pp. 45-62. ISBN 978-9-62201-430-5
- House of Commons Hansard Debates for 19 Apr 1990 （页面存档备份，存于）. United Kingdom: House of Commons, 19 April 1990.
- Centre of Asian Studies, University of Hong Kong - Report: 1990-1992 （页面存档备份，存于）. Hong Kong: Centre of Asian Studies, University of Hong Kong, 1993.
- Centre of Asian Studies 2007-2008 （页面存档备份，存于）. Hong Kong: Centre of Asian Studies, University of Hong Kong, 2009.
- Tsang, Steve, A Modern History of Hong Kong. Hong Kong: Hong Kong University Press, 2009. ISBN 978-9-62209-677-6
- "LIST OF HONORARY VOTING MEMBERS (N) AS AT 3 MAY 2012 （页面存档备份，存于）", The Hong Kong Jockey Club, 3 May 2012.
- Cheung, Gary, "Hong Kong colonial officer and democracy advocate John Walden dies in England at age 88", The South China Morning Post, 16 February 2014.
- "Varsity Record （页面存档备份，存于）", Oxford University Cross Country Club, Retrieved 2014-03-16.
- "Honarary Members (Hon. PSHK) （页面存档备份，存于）", The Photographic Society of Hong Kong, Retrieved 2014-03-16.
- "John Charles Creasey WALDEN （页面存档备份，存于）", Database on Legislative Council Members, Retrieved 2014-03-16.
- "HONG KONG HOUSING AUTHORITY LIST OF MEMBERS OF 1972-1973 （页面存档备份，存于）", Hong Kong Housing Home Page, Retrieved 2014-03-16.
- "HONG KONG HOUSING AUTHORITY LIST OF MEMBERS OF 1977-1978 （页面存档备份，存于）", Hong Kong Housing Home Page, Retrieved 2014-03-16.
- "Births Jun 1925: Walden, John C. C. （页面存档备份，存于）", FreeBMD, Retrieved 2014-03-16.
- "Marriages Jun 1951: WALDEN, John C. C. & WARREN, Abingdon （页面存档备份，存于）", FreeBMD, Retrieved 2014-03-16.
- "Walden, John C C （页面存档备份，存于）", Webb-site Who's Who, Retrieved 2014-03-16.

### 中文資料
- 〈不願遷虹橋平民屋者，當局另撥地自行建屋〉，《香港工商日》第六頁，1956年8月16日。
- 〈華樂庭將再訪沙田，商討雨災善後救濟〉，《香港工商日報》第六頁，1957年7月2日。
- 〈華樂庭夫人替安老院老人繪像〉，《香港工商日報》第七頁，1958年1月18日。
- 〈大埔理民官華樂庭召集鄉事會主席，研究鄉議局問題〉，《香港工商日報》第五頁，1959年12月16日。
- 〈大埔清潔運動隆重開幕〉，《華僑日報》第四張第三頁，1966年10月25日。
- 〈黎保德將任屋宇事務司，負責推行十年建屋〉，《華僑日報》第二張第一頁，1972年10月26日。
- 〈徙置事務處長華樂庭強調促進十年房屋計劃，須羅致大量專業人才〉，《華僑日報》第三張第二頁，1972年12月13日。
- 〈房屋署首腦：廖本懷奉委為署長，華樂庭與賈璐副之〉，《華僑日報》第二張第一頁，1973年10月27日。
- 〈華樂庭出任民政署長，何鴻鑾將赴英國進修〉，《華僑日報》第三張第一頁，1975年12月22日。
- 〈三院總理拜會民政司〉，《華僑日報》第二張第二頁，1976年4月30日。
- 〈四季野花二百多種，華樂庭夫人與胡秀英博士合著畫譜〉，《華僑日報》第三張第一頁，1976年9月6日。
- 〈民政署長華樂庭之夫人手繪，「香港四季花畫譜」出版〉，《華僑日報》第三張第二頁，1977年2月21日。
- 〈黃麗松、楊少初、華樂庭三人任立法局議員〉，《華僑日報》第二張第一頁，1977年8月26日。
- 〈民政署長華樂庭今日視察東華東院〉，《華僑日報》第五張第三頁，1978年3月9日。
- 〈民政署長華樂庭籲請港府體恤民意消除隔膜，助民政署推行工作〉，《香港工商日報》第五頁，1979年11月27日。
- 〈民政署長九月更換，華樂庭榮休班禮士接任〉，《華僑日報》第三張第三頁，1980年3月26日。
- 〈區議會非官守議員意見，政府將不會採取漠視態度〉，《華僑日報》第三張第四頁，1980年6月27日。
- 〈有關地方行政模式，市民亟應多提意見〉，《香港工商日報》第七頁，1980年8月1日。
- 〈華樂庭下月將榮休，民政署同人惜別宴〉，《華僑日報》第二張第二頁，1980年8月24日。
- 〈退休在即華樂庭談工作感受：將民意反映政府民政署職責艱鉅〉，《香港工商日報》第七頁，1980年9月7日。
- 〈民政署要為民請命，必須脫離政府獨立〉，《香港工商日報》第八頁，1981年7月18日。
- 《春秋》第1至2卷。香港：春秋雜誌社，1982年。
- 〈前民政署長華樂庭建議組織民間聯盟，談論前途反映民意〉，《香港工商日報》第八頁，1982年12月20日。
- 〈港人面臨一九九七，應努力爭取發言權〉，《華僑日報》第二張第一頁，1983年6月21日。
- 〈麥理浩受人民愛戴，但不受公務員歡迎〉，《香港工商日報》第一頁，1983年6月28日。
- 〈香港前途談判議題應該顧及個人自由〉，《香港工商日報》第八頁，1983年8月30日。
- 〈準備將來港人治港，政制須更加民主化〉，《香港工商日報》第八頁，1983年12月2日。
- 〈司法獨立精神保障人權，絕對不容干預〉，《華僑日報》第二張第二頁，1984年1月6日。
- 〈泰晤士報「內幕報導」華樂庭謂毫無新意，九七後難寄望英國〉，《香港工商日報》第八頁，1984年1月24日。
- 〈中英會談最後協議，須經香港全民投票〉，《華僑日報》第二張第三頁，1984年3月24日。
- 〈區議會未受重視，議員亦缺乏表現〉，《香港工商日報》第七頁，1984年4月15日。
- 〈港府昨委出麥法誠任民意評估處首長〉，《大公報》第四版，1984年7月21日。
- 〈華樂庭評綠皮書前景不理想〉，《香港工商日報》第七頁，1984年8月3日。
- 〈監察成員李福善談小組未來工作〉，《大公報》第四版，1984年8月22日。
- 〈黎義廉及李福善立法局席上旁聽〉，《工商日報》第一頁，1984年10月16日。
- 〈華樂庭幽默沉痛的比喻〉，《香港工商日報》第一頁，1984年11月14日。
- 〈社論：華樂庭的幽默〉，《華僑日報》第一張第二頁，1984年11月14日。
- 〈「頒贈鴕鳥勳章頌詞」並序〉，《香港工商日報》第一頁，1984年11月17日。
- 〈民意審核製成報告，明日港英同時公佈〉，《華僑日報》第一張第一頁，1984年11月28日。
- 〈九七後香港政府受操縱屬假自治〉，《華僑日報》第二張第四頁，1984年12月3日。
- 〈香港觀察社致兩局議員公開信〉，《華僑日報》第二張第三頁，1985年4月29日。
- 〈觀察社致兩局議員公開信〉，《華僑日報》第二張第四頁，1985年4月30日。
- 〈誹謗香港觀察社，徐淦馮載祥說一無所知〉，《華僑日報》第二張第三頁，1985年5月9日。
- 〈政府曾關注香港觀察社，兩局議員認為並無不當〉，《華僑日報》第二張第二頁，1985年5月11日。
- 〈觀察社遭政府「詆譭」，華樂庭願作證〉，《華僑日報》第二張第四頁，1985年5月16日。
- 〈就觀察社投訴事，華樂庭發公開信〉，《大公報》第二張第五版，1985年5月17日。
- 〈爭取開放資料〉，《華僑日報》第三張第一頁，1987年9月17日。
- 蔡貞停編導，〈霧裡看花〉，《鏗鏘集》。香港：香港電台，1996年7月21日。
- 王岸然撰，〈看「香港觀察社」歷史〉，《我係王岸然》，2009年1月29日。
- 梁可欣編，《最後六任港督的聲音》。香港：商務印書館，2010年。ISBN 978-9-62071-897-7

## 外部連結
- A Botanical Artist in South China 1972 - 1983（華樂庭夫人植物插畫展，由香港中文大學於2008年主辦）

| 政府职务      | 政府职务                     | 政府职务      |
| ------------- | ---------------------------- | ------------- |
| 前任： 黎保德 | 徙置事務處處長 1972年–1973年 | 繼任： 裁撤   |
| 前任： 何鴻鑾 | 民政署署長 1976年–1980年     | 繼任： 班禮士 |